# Dècada del 1340 aC

## Esdeveniments
- vers 1348/1346 aC, uns cinc anys després de ser coronat, Amenofis IV o Amenhotep IV (que significa 'Amon està satisfet') va canviar el seu nom a Akhenaton, que significa 'Agrada a Aton' o 'Està al servei d'Aton', i va intentar promoure una reforma religiosa al voltant del nou culte monoteista, l'atonisme, entorn d'un Déu-Sol anomenat Aton. D'aquesta manera, s'oposava al poder de la classe sacerdotal que afavoria el culte a Amon. Nefertiti fou reanomenada Neferneferuaton ('Bonica és la bellesa d'Aton'). Va erigir la ciutat d'Akhetaton, que significa 'L'horitzó d'Aton' (actualment a Tell al-Amarna), consagrada al déu Aton, on es va retirar per adorar el seu déu. Va fer construir temples amb grans patis, ja que el culte solar calia fer-lo a l'aire lliure. Va deixar el govern per preocupar-se només dels afers religiosos i la seva nova capital.
- Vers 1340 aC, durant el regnat d'Akhenaton, Egipte va perdre part del Llevant, que va passar a mans d'amorreus i hitites. El príncep amorreu Aziru es va declarar vassall dels hitites que el van reconèixer com a rei d'Amurru, fins aleshores un estat tribal nòmada. Els hitites van passar a dominar Sumur, Ullaza, Irqata, Ardata, Tunip, i el mont Líban.
- Vers 1345 aC A la mort de Tudhalias III, possible govern d'Hattusilis II (que podria ser germà de Thudalias III) sobre els hitites, aprofitant l'absència del príncep Subiluliuma I, o potser perquè aquest tenia algun impediment; hauria reclamat el tron en nom del menor Tudhalias el Jove, net del rei difunt, actuant com una mena de regent fins a la seva majoria. El cert es que vers el 1344 aC ja apareix Subiluliuma I com a rei.
- Vers 1340 aC el pretendent hurrita Mattiwaza (fill de Tushratta) aprofita que Shuttarna III es mantenia distant de rei hitita, i fa aliança amb els seus vells enemics hitites i es casa amb Piyashshili, filla del rei hitita. Shuttarna III va demanar ajut a Assíria que li fou atorgada. L'exèrcit hitita i de Mattiwaza enfronta l'exèrcit hurrita i assiri prop de Kharrar i de Washukanni. Mattiwaza i els seus aliats van obtenir la victòria i van entrar a Washukanni on es va proclamar rei. Seguirà un tractat amb els hitites que fixava la frontera al riu Eufrates.

## Personatges destacats
- Akhenaton